# Maximilian Felzmann
Maximilian Felzmann (22 de abril de 1894 - 8 de junho de 1962) foi um oficial austríaco que serviu no Exército Austríaco durante a Primeira Guerra Mundial e no Deutsches Heer durante a Segunda Guerra Mundial. Foi condecorado com a Cruz de Cavaleiro da Cruz de Ferro com Folhas de Carvalho.

## Condecorações
| Cruz de Honra da Guerra Mundial 1914/1918                        |                        |
| Cruz de Ferro (1939) 2ª Classe                                   | 18 de maio de 1940     |
| Cruz de Ferro (1939) 1ª Classe                                   | 27 de julho de 1940    |
| Medalha da Frente Oriental                                       | 18 de julho de 1942    |
| Cruz Germânica em Ouro                                           | 29 de janeiro de 1942  |
| Cruz de Cavaleiro da Cruz de Ferro                               | 28 de novembro de 1943 |
| Cruz de Cavaleiro da Cruz de Ferro com Folhas de Carvalho nº 643 | 3 de novembro de 1944  |
| Mencionado na Wehrmachtbericht                                   | 29 de outubro de 1943  |